# Aiton Caldwell
Aiton Caldwell – spółka działająca na polskim rynku, świadcząca hostowane usługi telekomunikacyjne (SaaS) dla małych i średnich przedsiębiorców (MŚP). Firma obsługuje 40% polskiego rynku Pure VoIP oraz 2% polskiego rynku MŚP.
Sprzedaż produktów odbywa się poprzez trzy linie biznesowe: FreecoNet, Vanberg Systems, Smarto.
Firma realizuje projekty współfinansowane w ramach funduszy strukturalnych Unii Europejskiej. Spółka jest beneficjentem bezzwrotnych dotacji unijnych z następujących programów pomocowych:
- Regionalny Program Operacyjny Województwa Pomorskiego[2]
- Program Operacyjny Innowacyjna Gospodarka I[3]
- Program Operacyjny Innowacyjna Gospodarka II[4]
- Program Operacyjny Innowacyjna Gospodarka III[5]

9 grudnia 2011 roku spółka zadebiutowała na NewConnect – alternatywnym systemie obrotu Giełdy Papierów Wartościowych w Warszawie.
Aiton Caldwell prowadzi również współpracę naukowo-badawczą z Politechniką Gdańską (Pomorski Klaster ICT).

## Historia

### 2006
18 września – ogłoszenie powstania FreecoNet – platformy umożliwiającej wykonywanie darmowych połączeń pomiędzy użytkownikami.

### 2007
Luty – uruchomienie TelAreny – integratora komunikacyjnego powalającego na wykonywanie połączeń zawsze poprzez operatora oferującego najniższą stawkę cenową.
Październik – uruchomienie hostowanych usług dodanych dla klientów biznesowych sektora MŚP.

### 2009
Styczeń – wydzielenie FreecoNet ze struktur firmy Datera SA – powstanie samodzielnego podmiotu prawnego FreecoNet SA.
Czerwiec – rozpoczęcie procesu konsolidacji polskiego rynku VoIP. Przejęcie 30 operatorów świadczących dotychczas swoje usługi w oparciu o należącą do Netii platformę fon24.pl (m.in. Halo Interia, Fonea, Darmowe Rozmowy, TeleGadu).

### 2010
Luty – fuzja FreecoNet z Tlenofonem (największym dotychczasowym konkurentem) – powstanie FreecoNet Tlenofon SA.
Sierpień – przejęcie platform Tanifon oraz Mediatel 4B należących do grupy Mediatel SA.
Wrzesień – migracja użytkowników Tlenofon na platformę FreecoNet.

### 2011
10 lutego – ogłoszenie powstania Grupy Aiton Caldwell. Poinformowanie opinii publicznej o planach rozwojowych spółki, zmianie nazwy oraz nadchodzącym wejściu na rynek NewConnect.
14 kwietnia – oficjalna zmiana nazwy firmy na Aiton Caldwell SA.
Maj – uruchomienie nowej linii biznesowej – Vanberg Systems jako odpowiedzi spółki Aiton Caldwell na rosnące zapotrzebowanie klientów biznesowych w zakresie świadczenia kompleksowych usług telekomunikacyjnych.
Październik – wprowadzenie na rynek Smarto – zintegrowanego rozwiązania teleinformatycznego (telefonia, hosting, bezpieczeństwo) wspierającego zarządzanie biznesem. Oferta przeznaczona jest dla właścicieli mikroprzedsiębiorstw, menedżerów projektów oraz początkujących przedsiębiorców.
22 października – Firma Odpowiedzialna w Biznesie – tytuł przyznany w ramach konkursu Firma z przyszłością organizowanego przez Pomorską Izbę Rzemieślniczą MSP. Nagroda przyznana za zaangażowanie społeczne i rozwój społeczności oraz praktyki w miejscu pracy.
28 października – Srebrny Medal Innowacje 2011 – dla marki Smarto za nowatorstwo i bogatą funkcjonalność rozwiązania. Nagroda przyznana w ramach konkursu organizowanego podczas targów Technicon-Innowacje.
9 grudnia – Debiut Aiton Caldwell SA na NewConnect – pierwsze notowanie akcji spółki na zorganizowanym rynku akcji GPW w Warszawie. Prezentacja firmy oraz planów związanych z realizacją przyjętej strategii rozwoju.

### 2012
29 maja – Gryf Gospodarczy 2012 – nagroda w kategorii Innowacyjne Przedsięwzięcie w ramach XIII edycji Konkursu o Nagrodę Pomorską. Nagrodzone zostały innowacyjne rozwiązania Aiton Caldwell SA – marki Vanberg Systems oraz Smarto.
5 lipca – Podpisanie umowy o współpracy biznesowej z rumuńską spółką Media Sat S.R.L. W ramach podpisanego porozumienia, na rynek rumuński zostanie wprowadzona nowa marka Alonia Business – rozwiązanie telekomunikacyjne w technologii SaaS, skierowane do małych i średnich przedsiębiorstw.
25 lipca – Podpisanie umowy o współpracy biznesowej z amerykańską spółką Aiton Caldwell Inc. W ramach współpracy amerykańska firma rozszerzy swoją dotychczasową ofertę o telefonię VoIP wraz z zaawansowanymi usługami w modelu SaaS dla klientów biznesowych.
27 września – Galeria Przedsiębiorców „Biznes. Dobry wybór” – uhonorowanie Prezesa Zarządu Aiton Caldwell SA, Jana Wyrwińskiego zaszczytnym tytułem za sukces w biznesie, zaangażowanie społeczne oraz przestrzeganie zasad dobrego pracodawcy.
13 października – Firma z przyszłością 2012 – przyznanie spółce nagrody w dwóch kategoriach „Małe Przedsiębiorstwo” oraz „Firma Odpowiedzialna w Biznesie”. Nagrodzono dynamiczny rozwój firmy, wprowadzenie na rynek innowacyjnych rozwiązań, a także działania związanie z zarządzaniem zasobami ludzkimi oraz lokalne zaangażowanie społeczne.

## Nagrody i wyróżnienia
- Pomorski Pracodawca Roku 2012 – laureat w kategorii: Małe Przedsiębiorstwo[27]
- Firma z przyszłością 2012 – nagroda w kategoriach: Małe Przedsiębiorstwo oraz Firma Odpowiedzialna w Biznesie[28]
- Biznes. Dobry wybór – wyróżnienie Jana Wyrwińskiego, Prezesa Zarządu Aiton Caldwell SA w ramach ogólnopolskiej galerii przedsiębiorców (PKPP Lewiatan)[28]
- Gryf Gospodarczy 2012 – INNOWACYJNE PRZEDSIĘWZIĘCIE[29]
- Regionalny Lider Innowacji i Rozwoju 2011 – INNOWACYJNA FIRMA[30]
- INNOWACJE 2011 – Srebrny Medal dla Smarto[28]
- Firma Odpowiedzialna w Biznesie[28]
- Dyrektor Marketingu Roku 2010[31]
- Gryf Gospodarczy 2011 – nominacja[32]
- Najbardziej Obiecująca Firma Roku 2010 – nominacja
- Top Menedżer 2010 – nominacja[33]
- Regionalny Lider Innowacji i Rozwoju 2010[34]
- Firma z Przyszłością 2010 – nominacja w konkursie Pomorskiej Izby Rzemieślniczej MŚP[35]
- Produkt Roku 2010 – Wybór Czytelników Networld – II miejsce[36]
- VoIP Lider 2008[37]
- Kamerton Innowacyjności 2008[38]
- Pomorski Lider Innowacji 2007[39]
- Innowacja Roku 2007[40]
- Cent for Future 2007[41]
- Pomorski Lider Innowacji 2006[42]